# Бодональ-де-ла-Сьєрра
Бодональ-де-ла-Сьєрра (ісп. Bodonal de la Sierra) — муніципалітет в Іспанії, у складі автономної спільноти Естремадура, у провінції Бадахос. Населення — 1162 особи (2010).
Муніципалітет розташований на відстані близько 350 км на південний захід від Мадрида, 90 км на південний схід від Бадахоса.

## Демографія
Динаміка населення (INE ):